# Choi Jin-cheul
Pour les articles homonymes, voir Choi.
Dans ce nom coréen, le nom de famille, Choi, précède le nom personnel.
 Choi Jin-Cheul  (en coréen 최진철), né le 26 mars 1971 à Jeju, est un footballeur sud-coréen aujourd'hui entraîneur. Il jouait au poste de défenseur avec l'équipe de Corée du Sud et le Chonbuk Hyundai Motors.

## Carrière

### En club
- 1996-2007 : Chonbuk Hyundai -  Corée du Sud

### En équipe nationale
Il a eu sa première cape en 1997 et a participé à la coupe du monde de football 2002.
Il avait pris sa retraite de joueur international, mais le sélectionneur l'a rappelé pour disputer six matchs de qualification pour la coupe du monde 2006.
Il participe à la coupe du monde 2006 avec l'équipe de Corée du Sud.

## Palmarès
- 65 sélections en équipe nationale (4 buts) entre 1997 et 2006.